# Buchnera cambodiana
Buchnera cambodiana är en snyltrotsväxtart som beskrevs av Bonati. Buchnera cambodiana ingår i släktet Buchnera och familjen snyltrotsväxter. Inga underarter finns listade i Catalogue of Life.